# Revilla del Campo
Revilla del Campo – gmina w Hiszpanii, w prowincji Burgos, w Kastylii i León, o powierzchni 39,04 km². W 2011 roku gmina liczyła 112 mieszkańców.